# 戀家的人
《戀家的人》是井田千秋創作的日本漫畫（実業之日本社出版），台灣版副標題「五個獨居女子的溫暖家居生活」（圓神出版社出版），全1集。陆版由天闻角川出品。獲得2024年度《這本漫畫真厲害！》女性篇第7名。

## 簡介
本作以全彩短篇仔細描繪五名女性由居家佈置、飲食、習慣及興趣構成的溫馨日常生活，她們是：喜歡美食的小笹、熱愛推理小說及酒的佳繪、愛看電影的奈奈子、超級甜食派作家小綠、剛開始獨居生活的小晶。
2020年井田千秋在SNS上發表第一章小笹家（ササさん宅），受到讀者熱烈反響，因此決定將本作品出書成冊。